# カトリック鹿島教会 (佐賀県)
カトリック鹿島教会（カトリックかしまきょうかい）は、佐賀県鹿島市にありカトリック福岡司教区が管轄する、キリスト教（カトリック）の聖堂。
敷地内には鹿島カトリック幼稚園が併設されている。

## 沿革[1]
1607年、禁教令が出される前にドミニコ会の宣教師によって現在の鹿島市浜町の「若宮神社」近辺に建てられた。
1957年に現在の教会が再建。10月７日（ロザリオの聖母の祝日）に献堂式が行われた。
2024年5月5日、司祭館を兼ねた集会所が完成、ヨセフ・アベイヤ司教を迎えて落成式が行われた。

## ミサの時間

### 主日ミサ
- 9:00～（7月～9月・1月～3月）
- 11:00～（4月～6月・10月～12月）
  - 2024年度から三ヶ月ごとに開始時間が変更となる。

### 週日ミサ
- HP上では「事前にご連絡ください」と記載されているので要問合せとなる。なお、聖堂は月曜から金曜の8:00～17:00の間開放される。